# Liste der Kulturgüter in Broc
Die Liste der Kulturgüter in Broc enthält alle Objekte in der Gemeinde Broc im Kanton Freiburg, die gemäss der Haager Konvention zum Schutz von Kulturgut bei bewaffneten Konflikten, dem Bundesgesetz vom 20. Juni 2014 über den Schutz der Kulturgüter bei bewaffneten Konflikten sowie der Verordnung vom 29. Oktober 2014 über den Schutz der Kulturgüter bei bewaffneten Konflikten unter Schutz stehen.
Objekte der Kategorien A und B sind vollständig in der Liste enthalten, Objekte der Kategorie C fehlen zurzeit (Stand: 1. Januar 2023).

## Kulturgüter
| Foto |                                                                                               | Objekt | Kat. | Typ | Standort                                                          | Beschreibung                                                                          |
| ---- | --------------------------------------------------------------------------------------------- | --- | ---- | --- | ----------------------------------------------------------------- | ------------------------------------------------------------------------------------- |
| ja   | Datei hochladen · Wikidata zu Talsperre Montsalvens - Teil Broc (Q123688060)                  | Talsperre Montsalvens / Barrage de Montsalvens KGS-Nr.: 01961                                                                | A    | G   | Gîte d'Avau 576570 / 162387                                       | Objekt liegt hälftig auf dem Gemeindegebiet von Châtel-sur-Montsalvens (KGS-Nr. 1989) |
| ja   | Datei hochladen · Wikidata zu Notre-Dame des Marches (Q2002432)                               | Kapelle Notre-Dame-des-Marches / Chapelle Notre-Dame-des-Marches KGS-Nr.: 09946                                              | A    | G   | Route des Marches 14 574182 / 160218                              |                                                                                       |
| ja   | Datei hochladen · Wikidata zu Schokoladenfabrik Cailler mit Bahnhof Broc-Fabrique (Q29688160) | Schokoladenfabrik Cailler mit Bahnhof Broc-Fabrique / Fabrique de chocolat Cailler avec gare de Broc-Fabrique KGS-Nr.: 01962 | B    | G   | Rue Jules Bellet 7, (7a-q) / Route des Moulins 12 574700 / 161800 |                                                                                       |
| ja   | Datei hochladen · Wikidata zu Ruinen der mittelalterlichen Burg Montsalvens (Q29688084)       | Montsalvens, Ruinen der mittelalterlichen Burg / Montsalvens, ruines du château médiéval KGS-Nr.: 01964                      | B    | F   | En Bataille 575230 / 162020                                       |                                                                                       |
| ja   | Datei hochladen · Wikidata zu Electrobroc Energie-Informationszentrum (Q27479919)             | Electrobroc KGS-Nr.: 10656                                                                                                   | B    | S   | Les Moulins 1 574744 / 162086                                     |                                                                                       |
| BW   | Datei hochladen · Wikidata zu Alphütte (Q29688068)                                            | Alphütte / Chalet d'alpage KGS-Nr.: 12369                                                                                    | B    | G   | Bataille 8 575134 / 161866                                        |                                                                                       |
| ja   | Datei hochladen · Wikidata zu Château d'En-Bas (Q29688100)                                    | Schloss d’En-Bas / Château d’En-Bas KGS-Nr.: 12370                                                                           | B    | G   | Rue du Prieuré 19 573574 / 161304                                 |                                                                                       |
| ja   | Datei hochladen · Wikidata zu Portalturm der ehemaligen Kirche Saint Othmar (Q29688116)       | Portalturm der ehemaligen Kirche Saint Othmar / Tour-porche de l’ancienne église Saint-Othmar KGS-Nr.: 12371                 | B    | G   | Rue du Prieuré 21 573588 / 161228                                 |                                                                                       |
| ja   | Datei hochladen · Wikidata zu Pfarrkirche Saint-Othmar (Q29688129)                            | Pfarrkirche Saint-Othmar / Église paroissiale Saint-Othmar KGS-Nr.: 12372                                                    | B    | G   | Rue des Écoles 4 574027 / 161593                                  |                                                                                       |
| ja   | Datei hochladen · Wikidata zu Arbeiterheim (Q29688145)                                        | Arbeiterheim / Hôme des ouvrières KGS-Nr.: 12373                                                                             | B    | G   | Ruelle du Hôme 17 574580 / 161239                                 |                                                                                       |
| ja   | Datei hochladen · Wikidata zu Schloss d'En-Haut (Q29688179)                                   | Schloss d’En-Haut / Château d’En-Haut KGS-Nr.: 12374                                                                         | B    | G   | Rue du Château 11 574215 / 161201                                 |                                                                                       |
| ja   | Datei hochladen · Wikidata zu Ehemaliges Benediktiner-Priorat (Q29688194)                     | Ehemaliges Benediktiner-Priorat / Ancien prieuré bénédictin KGS-Nr.: 12375                                                   | B    | G   | Rue du Prieuré 23 573603 / 161257                                 |                                                                                       |